# Noël Soumah
Noël Naby Soumah (Dakar, 21 december 1994) is een Senegalees voetballer die doorgaans als verdediger speelt. 

## Spelerscarrière
Begin 2013 kwam de op dat moment achttienjarige Soumah naar de Belgische tweedeklasser RWDM Brussels FC. Op het einde van dat seizoen vertrok hij naar een andere tweedeklasser, White Star Brussel, waar hij drie seizoenen zou blijven. In het seizoen 2015-2016 werd hij met deze club kampioen in tweede klasse.
In mei 2016 tekende hij een contract voor twee seizoenen bij KAA Gent. De transfersom bedroeg zo'n 350.000 euro. Begin augustus 2016 werd bekend dat bij Soumah een hartafwijking was vastgesteld waardoor het voor hem gevaarlijk zou kunnen zijn om op het hoogste niveau te voetballen.
In januari 2018 maakte KAA Gent bekend dat Soumah tot het einde van het seizoen 2017/18 werd verhuurd aan de Belgische tweedeklasser KVC Westerlo. Soumah maakte een goede indruk bij Westerlo en tekende er in mei 2018 een contract voor twee seizoenen.

## Statistieken
| Seizoen     | Club               | Competitie         | Competitie | Competitie | Competitie | Beker | Beker | Beker | Europa | Europa | Europa | Totaal | Totaal | Totaal |
| Seizoen     | Club               | Competitie         | Wed.       | Dlp.       | Ass.       | Wed.  | Dlp.  | Ass.  | Wed.   | Dlp.   | Ass.   | Wed.   | Dlp.   | Ass.   |
| ----------- | ------------------ | ------------------ | ---------- | ---------- | ---------- | ----- | ----- | ----- | ------ | ------ | ------ | ------ | ------ | ------ |
| 2012/13     | RWDM Brussels FC   | Tweede Klasse      | 6          | 0          | 0          | 0     | 0     | 0     | –      | –      | –      | 6      | 0      | 0      |
| Club Totaal | Club Totaal        | Club Totaal        | 6          | 0          | 0          | 0     | 0     | 0     | 0      | 0      | 0      | 6      | 0      | 0      |
| 2013/14     | White Star Brussel | Tweede Klasse      | 11         | 1          | 0          | 0     | 0     | 0     | –      | –      | –      | 11     | 1      | 0      |
| 2014/15     | White Star Brussel | Tweede Klasse      | 24         | 2          | 0          | 0     | 0     | 0     | –      | –      | –      | 24     | 2      | 0      |
| 2015/16     | White Star Brussel | Tweede Klasse      | 29         | 4          | 0          | 1     | 0     | 0     | –      | –      | –      | 30     | 4      | 0      |
| Club Totaal | Club Totaal        | Club Totaal        | 64         | 7          | 0          | 1     | 0     | 0     | 0      | 0      | 0      | 65     | 7      | 0      |
| 2016/17     | KAA Gent           | Jupiler Pro League | 0          | 0          | 0          | 0     | 0     | 0     | 0      | 0      | 0      | 0      | 0      | 0      |
| Club Totaal | Club Totaal        | Club Totaal        | 0          | 0          | 0          | 0     | 0     | 0     | 0      | 0      | 0      | 0      | 0      | 0      |
| 2017/18     | → KVC Westerlo     | Eerste klasse B    | 10         | 1          | 0          | 0     | 0     | 0     | –      | –      | –      | 10     | 1      | 0      |
| 2018/19     | KVC Westerlo       | Eerste klasse B    | 21         | 1          | 0          | 0     | 0     | 0     | –      | –      | –      | 21     | 1      | 0      |
| 2019/20     | KVC Westerlo       | Eerste klasse B    | 25         | 1          | 1          | 2     | 0     | 0     | –      | –      | –      | 27     | 1      | 1      |
| 2020/21     | KVC Westerlo       | Eerste klasse B    | 25         | 1          | 0          | 1     | 0     | 0     | –      | –      | –      | 26     | 1      | 0      |
| 2021/22     | KVC Westerlo       | Eerste klasse B    | 14         | 1          | 0          | 1     | 0     | 0     | –      | –      | –      | 15     | 1      | 0      |
| Club Totaal | Club Totaal        | Club Totaal        | 95         | 5          | 1          | 4     | 0     | 0     | 0      | 0      | 0      | 99     | 5      | 1      |
| TOTAAL      | TOTAAL             | TOTAAL             | 165        | 12         | 1          | 5     | 0     | 0     | 0      | 0      | 0      | 170    | 12     | 1      |